# آرداتوو (باشقیرستان)
آرداتوو (انگلیسی: Ardatovo, Republic of Bashkortostan) یک شهرک در شهرستان کوگارچینسکی جمهوری باشقیرستان در کشور روسیه است.